# Austberg
Der Austberg, auch Augsberg oder Augstberg genannt, ist eine 291,9 m ü. NHN hohe Erhebung im nördlichen Harzvorland bei Benzingerode im Landkreis Harz, Sachsen-Anhalt (Deutschland).

## Geographische Lage
Der Austberg liegt direkt nördlich des Mittelgebirges Harz im nördlichen Harzvorland im Naturpark Harz/Sachsen-Anhalt. Er erhebt sich direkt nordwestlich vom Ortskern des Wernigeröder Ortsteils Benzingerode. Nach Norden fällt seine Landschaft in das eigentliche Harzvorland ab, südlich erhebt sich der Harz. Östlich vorbei fließt der Holtemme-Zufluss Hellbach, jenseits davon liegt der Struvenberg.

## Austbergturm

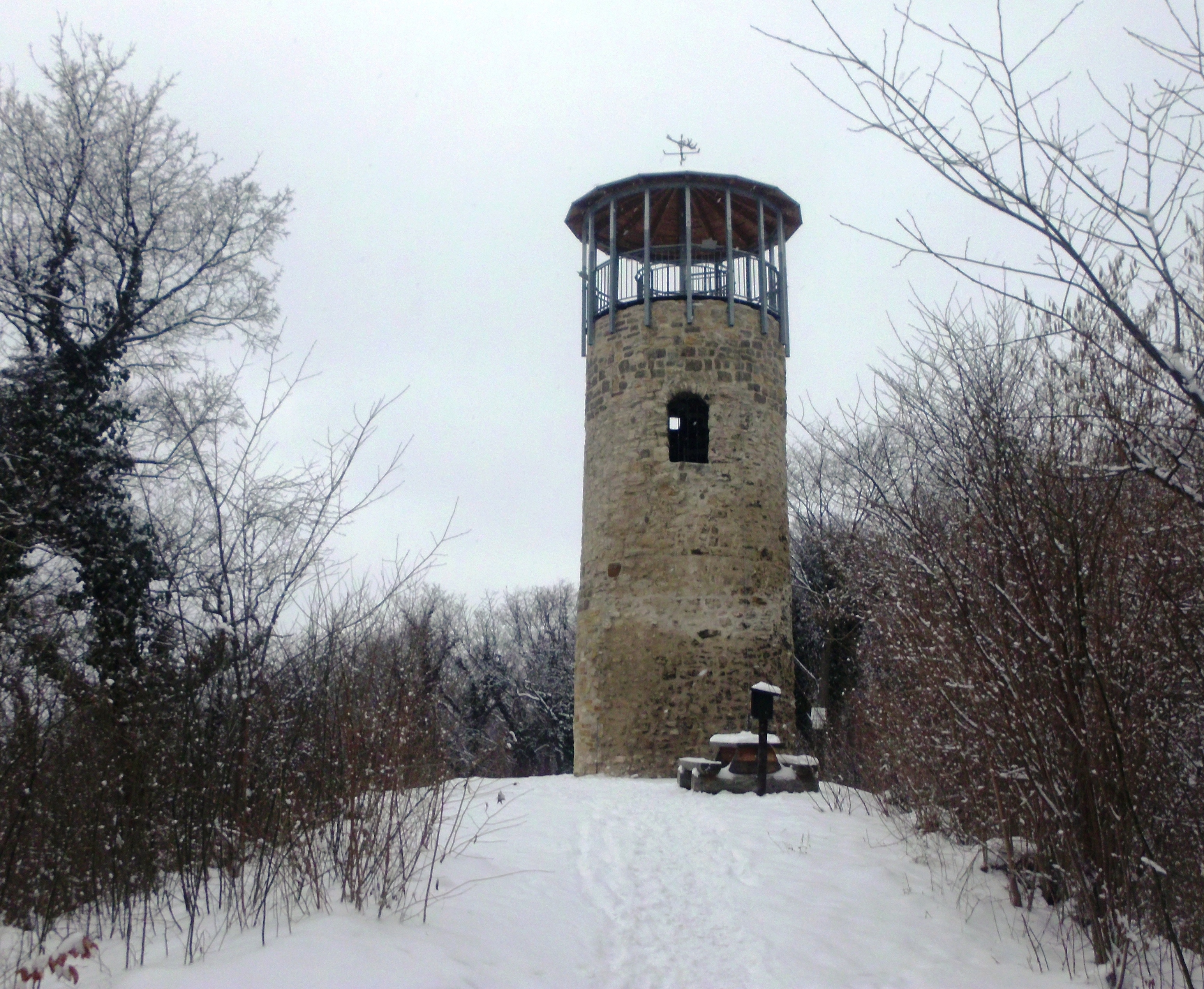
Austbergturm

Auf dem Austberg steht etwas westlich des Gipfels auf etwa 290 m Höhe der einstige Wartturm Austbergturm (auch Augsbergturm oder Augstbergturm genannt; statt -turm auch -warte; ⊙), der nun als Aussichtsturm dient.
Die Warte ließen die Regensteiner Grafen um 1250 erbauen. Sie diente als Signalturm ihres Landwehrsystems und den Grafen von Blankenburg als Schutzturm.
Der Rundturm wurde aus Muschelkalk-Bruchstein mit Gipsmörtel errichtet, hat bei einer Mauerstärke von 1,2 m etwa 4,4 m Durchmesser und ist 12,5 m hoch. Seine auf  9,2 m Höhe liegende Aussichtsplattform ist über eine Innentreppe mit 44 Stufen erreichbar. Eine Restaurierung erfolgte zwischen 2006 und 2008/2009.
Der Austbergturm ist als Nr. 83 in das System der Stempelstellen der Harzer Wandernadel einbezogen.

## Aussichtsmöglichkeit und Wandern
Vom Austbergturm fällt der Blick unter anderem auf Benzingerode, zum Harz, in das Harzvorland, zum Struvenberg und nach Wernigerode. Um den größtenteils aus Muschelkalk bestehenden Berg führt ein 7 km langer markierter Rundweg durch interessante Vegetation.